# Mixophyes fleayi
Mixophyes fleayi är en groddjursart som beskrevs av Chris J. Corben och Ingram 1987. Mixophyes fleayi ingår i släktet Mixophyes och familjen Myobatrachidae. IUCN kategoriserar arten globalt som starkt hotad. Inga underarter finns listade i Catalogue of Life.